# Гиппарх (тиран)
Гиппарх (др.-греч. Ἵππαρχος; убит в 514 до н. э.) — второй сын Писистрата от его законной жены Койсиры, соправитель своего старшего брата Гиппия в его тирании в Афинах начиная с 527 года до н. э.
Традиция приписывает ему известное легкомыслие, влюбчивость, покровительство поэтам (в частности Анакреонту и Симониду Кеосскому) и вообще «музам»; по утверждению Фукидида, Гиппарх не склонен был прибегать к насилию, старался избежать всякого недовольства, в результате чего его власть не была непопулярной или в тягость народу. Легкомыслие стало причиной его гибели, так как он начал домогаться любви молодого Гармодия, а получив его отказ, оскорбил его сестру и его самого (по позднейшим рассказам, он отставил сестру Гармодия от участия в торжественной процессии на празднике Панафиней, заявив при этом, что Гармодий — трус). Результатом стал заговор Гармодия и Аристогитона, жертвой которого и стал Гиппарх.
Женат был на Фие, дочери афинянина Сократа.